# Surebet
Surebet (aus dem Englischen „sichere Wette“) nennt man eine Wette, bei der es möglich ist, unabhängig vom Ausgang der Wette einen Gewinn zu erzielen. Eine Surebet ist in der Regel nur möglich, indem man die Quoten möglichst vieler Buchmacher analysiert, um solch eine Wette zu erkennen.

## Beschreibung
Eine Surebet liegt vor, wenn es möglich ist, durch geschicktes Setzen auf alle Wettausgänge auf jeden Fall einen Gewinn zu erzielen.
Kein Buchmacher wird seine Quoten so berechnen, dass dies möglich ist, deshalb müssen die Quoten verschiedener Buchmacher ins Kalkül gezogen werden, da die sich durchaus unterscheiden können.
Es gibt Internetdienste, die zur Erkennung einer Surebet möglichst viele Wettanbieter analysieren. Da auch Wettanbieter diese Dienste nutzen und ihre Quoten schnell anpassen, sind Surebets meist nur für kurze Zeit möglich.

## Problematik und Risiken
Da Surebets von Wettanbietern nicht gewünscht sind, versuchen die Buchmacher, diese, so gut es geht, zu unterbinden. Dies geschieht zum einen durch Anpassung der Quoten und zum anderen durch Limitierung von Kunden, die durch Ausnutzen von Surebets auffallen. Da mehrere Wetten bei unterschiedlichen Buchmachern abgegeben werden müssen, kann es passieren, dass die Quote eines Buchmachers angepasst wird, nachdem schon eine Wette getätigt wurde. Dies führt dazu, dass es sich nicht mehr um eine sichere Wette handelt und ein Verlust entsteht.
Zu einem noch größeren Verlust kann es kommen, wenn ein Buchmacher im Nachhinein eine Wette mit der Begründung auf einen Quotenfehler storniert. Da die zu erwartenden Gewinne sich zumeist im niedrigeren einstelligen Prozentbereich bewegen, müssen sehr viele Surebets erzielt werden, um einen Verlust durch eine Stornierung auszugleichen.
Die unterschiedlichen Geschäftsbedingungen der Buchmacher müssen ebenfalls beachtet werden, da diese sich teilweise unterscheiden, beispielsweise bei einer Spielaufgabe im Tennis.
Seit der Einführung der Wettsteuer durch das Rennwett- und Lotteriegesetz in Höhe von 5 % ist die Möglichkeit von sicheren Wetten in Deutschland drastisch gesunken.

## Beispiel
Bei einer Sportwette im Tennis gibt es folgende Quoten:
- Quote bei Wettbüro X, wenn Spieler A gewinnt: 1,8
- Quote bei Wettbüro Y, wenn Spieler B gewinnt: 2,5

Setzt man 100 Einheiten auf Spieler A, beträgt der Gewinn 180 Einheiten, falls Spieler A gewinnt. Setzt man gleichzeitig 72 Einheiten auf Spieler B, beträgt der Gewinn, falls Spieler B gewinnt, ebenfalls 180 Einheiten. Durch den Einsatz von insgesamt 172 Einheiten erhält man damit auf jeden Fall 180 Einheiten, egal wie die Wette ausgeht, und erzielt dabei einen Gewinn von 8 Einheiten.

## Mathematisch
Sei n die Anzahl aller möglichen Wettausgänge (z. B. im Tennis 2 (Sieg Spieler 1 / Sieg Spieler 2) und im Fußball 3 (Sieg Mannschaft 1 / Unentschieden / Sieg Mannschaft 2)) und qi die angebotene Quote für das Ereignis i, dann ist:
BuchmacherGewinnQuote = 1/q1 + 1/q2 + … + 1/qn
Ist die BuchmacherGewinnQuote < 1, liegt eine Surebet vor.
Um sich die manuelle Berechnung zu ersparen, gibt es eine Vielzahl von Webseiten, die einen Surebet-Rechner anbieten. Diese geben alle aktuellen Surebets in Echtzeit wieder inklusive des zu erwartetten Gewinns. Jeglich seinen gewünschten Einsatz muss man eingeben. Als Ergebnis wird angezeigt, ob es sich um eine sichere Wette handelt und wie der Einsatz verteilt werden muss, damit der Gewinn bei jedem Spielausgang ungefähr gleich hoch ist.